# Khalkhal
Khalkhal (en persan : هیرو) est une ville d'Iran située dans la province d'Ardabil au nord de l'Iran.